# Прямицыно
Прями́цыно — посёлок городского типа, административный центр Октябрьского района Курской области России, образует городское поселение посёлок Прямицыно.
Население — 5430 жителей (по переписи 2010 года).
Расположен на левом берегу реки Сейм (приток Десны).
Железнодорожная станция Дьяконово расположена на двупутной тепловозной линии Курск — Льгов, в 20 км к юго-западу от Курска.

## История
Известен с 1783 года. Статус посёлка городского типа — с 1973 года.

## Население
| 1959  | 1979  | 1989  | 2002  | 2009  | 2010  | 2012  |
| ----- | ----- | ----- | ----- | ----- | ----- | ----- |
| 2014  | ↗4621 | ↗5821 | ↘5239 | ↗5407 | ↘5094 | ↗5145 |
| 2013  | 2014  | 2015  | 2016  | 2017  | 2018  | 2019  |
| ↗5201 | ↗5233 | ↗5314 | ↗5361 | ↗5395 | ↘5381 | ↘5316 |
| 2020  | 2021  |       |       |       |       |       |
| ↘5278 | ↘5179 |       |       |       |       |       |

Национальный состав
По итогам переписи населения 2020 года проживали следующие национальности (национальности менее 0,1 % и другое, см. в сноске к строке «Другие»):
| Национальность | Численность, чел. | Доля     |
| -------------- | ----------------- | -------- |
| Русские        | 4981              | 96,18 %  |
| Армяне         | 45                | 0,87 %   |
| Украинцы       | 17                | 0,33 %   |
| Другие         | 136               | 2,62 %   |
| Итого          | 5179              | 100,00 % |

## Экономика
Вся экономика и инфраструктура посёлка тесно связана с заводом «Конза» (завод-банкрот) — ещё с советских времен предприятие имело общие с поселком водонапорную башню, канализационную систему и электроподстанцию.
- Октябрьское ДЭП
- Нефтебаза
- Мясопереработка
- Ространсавто
- ЖБИ

## Транспорт
Через посёлок проходит автодорога Курск — Льгов с интенсивным движением автотранспорта. Через Прямицыно также проходит двухпутная тепловозная линия Курск — Льгов Орловско-Курского отделения Московской железной дороги. В посёлке расположен остановочный пункт Дьяконово. На ОП «Дьяконово» останавливаются пригородные поезда, пригородное сообщение осуществляется по направлениям:
- № 6443/6442 Курск — Льгов
- № 6411/6412 Курск — Теткино
- № 6311/6312 Курск — Готня
- № 6445/6402 Курск — Льгов

Через поселок Прямицыно транзитом проходит маршрут Курчатов — Курск.

## Фотографии

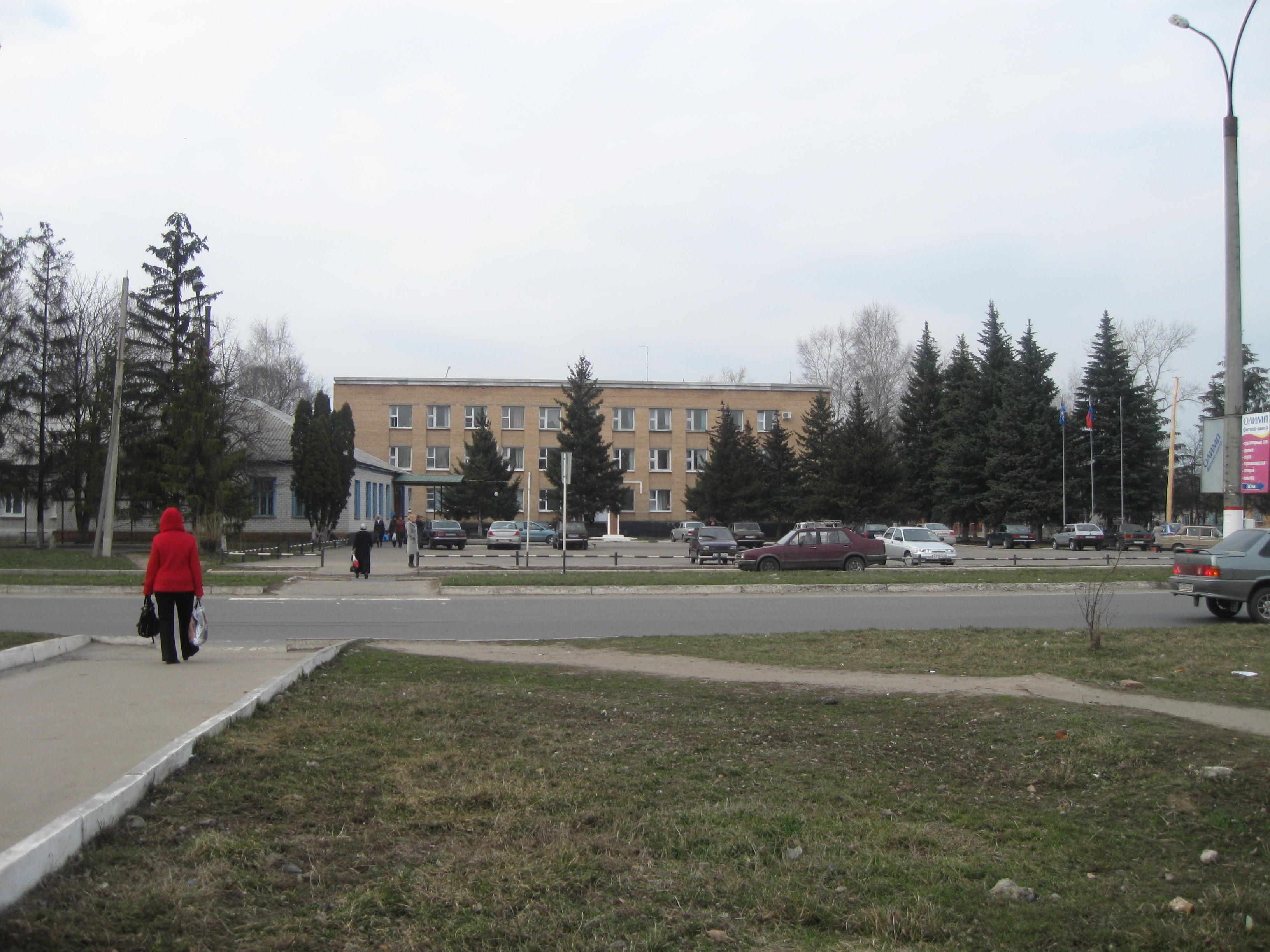
Центр поселка
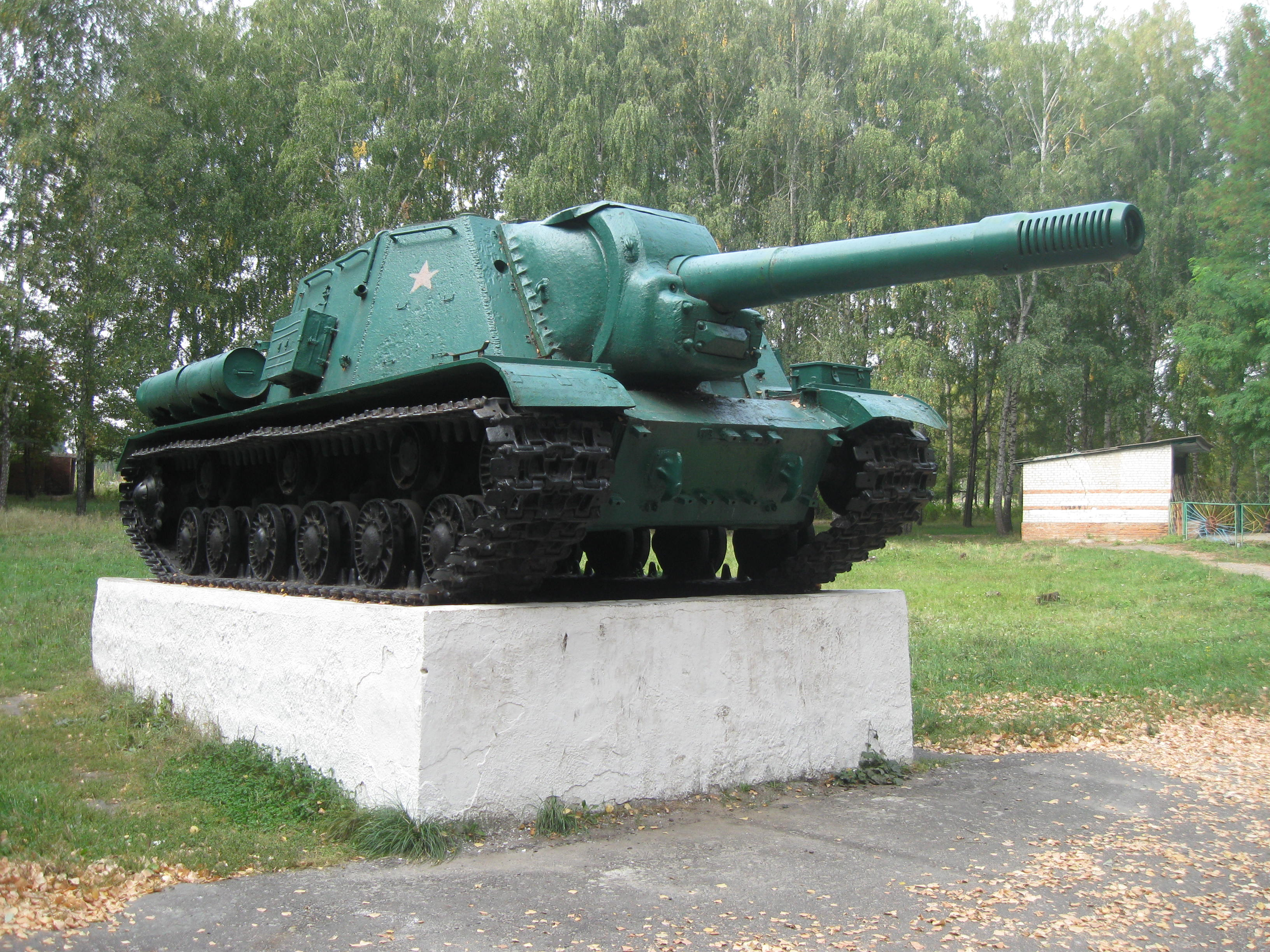
Самоходная установка ИСУ-152 в парке
Прямицыно. Парк культуры и отдыха
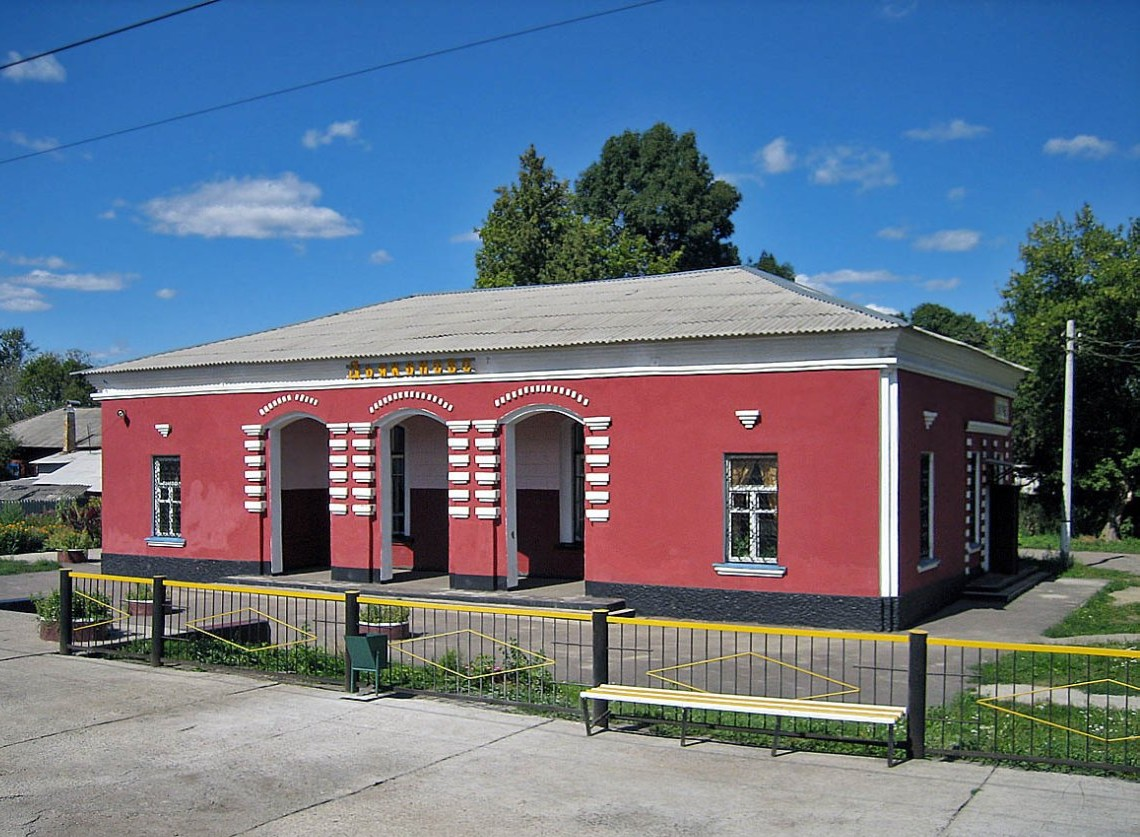
Здание вокзала «Дьяконово»
Ленинская средняя школа
Администрация Октябрьского района
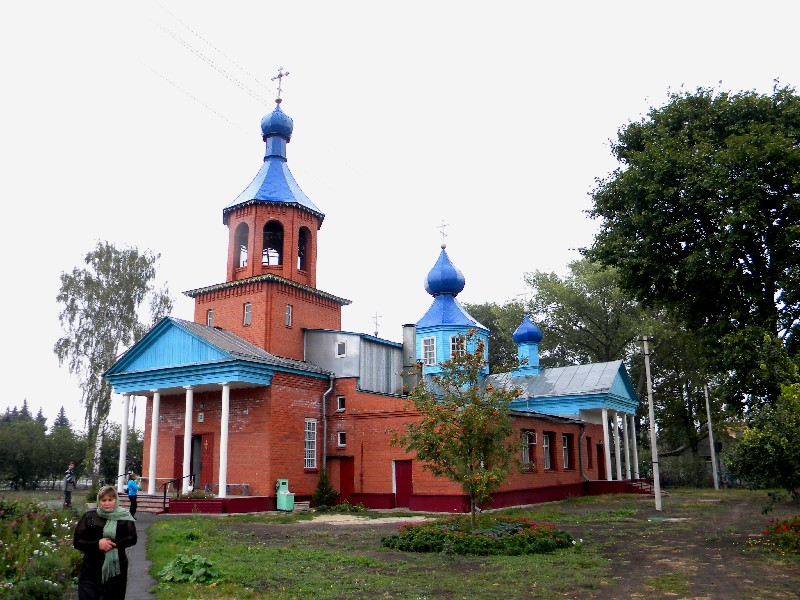
Храм Нерукотворного образа Спасителя